# CrowdStrike
CrowdStrike è un'azienda statunitense di tecnologia per la sicurezza informatica con sede ad Austin in Texas e fondata nel 2011. Fornisce servizi e sistemi di protezione e cybersicurezza cloud e servizi di contrasto agli attacchi informatici.
La società è stata coinvolta negli Stati Uniti in alcune indagini su diversi attacchi informatici di alto livello, tra cui l'hacking della Sony Pictures del 2014, gli attacchi informatici del 2015-16 al Democratic National Committee (DNC) e conseguentemente la fuga di e-mail che nel 2016 ha coinvolto il DNC. Nel luglio 2024 un errore di aggiornamento nel suo software di sicurezza ha causato svariati malfunzionamenti e interruzioni informatiche a livello mondiale.

## Storia

### Fondazione (2011-2019)
CrowdStrike è stato co-fondato da George Kurtz (CEO), Dmitri Alperovitch (ex CTO) e Gregg Marston (CFO, in pensione) nel 2011. Nel 2012, Shawn Henry, ex funzionario del Federal Bureau of Investigation (FBI), è stato assunto per guidare la controllata CrowdStrike Services, Inc., che si è concentrata sui servizi di risposta proattiva e sugli incidenti. Nel giugno 2013, l'azienda ha lanciato il suo primo prodotto, CrowdStrike Falcon, che ha fornito protezione endpoint, threat intelligence e attribuzione.
Nel maggio 2014, i rapporti di CrowdStrike hanno assistito il Dipartimento di Giustizia degli Stati Uniti nell'incriminare cinque hacker militari cinesi per spionaggio informatico economico contro le società statunitensi. CrowdStrike ha anche scoperto le attività di Energetic Bear, un gruppo collegato al servizio di sicurezza federale russo che ha condotto operazioni di intelligence contro obiettivi globali, principalmente nel settore energetico.
Dopo l'hacking di Sony Pictures, CrowdStrike ha scoperto prove che implicano il governo della Corea del Nord e ha dimostrato come l'attacco è stato effettuato. Nel 2014, CrowdStrike ha svolto un ruolo nell'identificazione dei membri di Putter Panda, il gruppo di hacker cinesi sponsorizzato dallo Stato noto anche come PLA Unit 61486.
Nel maggio 2015, la società ha rilasciato informazioni su VENOM, un difetto critico in un hypervisor open-source chiamato Quick Emulator (QEMU), che ha permesso agli aggressori di accedere alle informazioni personali sensibili. Nell'ottobre 2015, CrowdStrike ha annunciato di aver identificato hacker cinesi che attaccavano società tecnologiche e farmaceutiche nel periodo in cui il presidente degli Stati Uniti Barack Obama e il leader cinese Xi Jinping hanno pubblicamente accettato di non condurre spionaggio economico l'uno contro l'altro. Il presunto hacking avrebbe violato tale accordo.
Nel luglio 2015, Google ha investito nel round di finanziamento della Serie C dell'azienda, seguito da Serie D e Serie E, raccogliendo un totale di $ 480 milioni a maggio 2019.
Nel 2017, la società ha raggiunto una valutazione di oltre $ 1 miliardo con un fatturato annuo stimato di $ 100 milioni. Nel giugno 2018, la società ha dichiarato che il suo valore era superiore a 3 miliardi di dollari.Tra gli investitori figurano Telstra, March Capital Partners, Rackspace, Accel Partners e Warburg Pincus.
Nel giugno 2019, l'azienda ha fatto una prima offerta pubblica sul Nasdaq.

### Acquisizioni (2020-2024)
Nel settembre 2020, CrowdStrike ha acquisito Preempt Security, un fornitore di tecnologia di accesso condizionato e affidabile, per $ 96 milioni. Nel febbraio 2021, la società ha acquisito la piattaforma danese di gestione dei tronchi Humio per 400 milioni di dollari e prevede di integrare l'aggregazione dei tronchi Humio nell'offerta XDR di CrowdStrike. Più tardi a novembre, CrowdStrike ha acquisito SecureCircle, un servizio di sicurezza informatica SaaS che estende la sicurezza degli endpoint Zero Trust ai dati. Nel dicembre 2021, l'azienda ha trasferito la sua sede principale da Sunnyvale, in California, ad Austin, in Texas. Nel 2023 CrowdStrike ha introdotto il servizio CrowdStream in collaborazione con Cribl.io. CrowdStrike ha anche sottolineato la collaborazione con il governo degli Stati Uniti e la vendita dei suoi servizi alle agenzie governative. CrowdStrike ha raggiunto l'indice S&P 500 nel giugno 2024. Nel 2023 CrowdStrike ha acquisito Bionic.ai. Nel 2024 CrowdStrike ha acquisito la startup israeliana Flow Security.

### Incidente del 2024

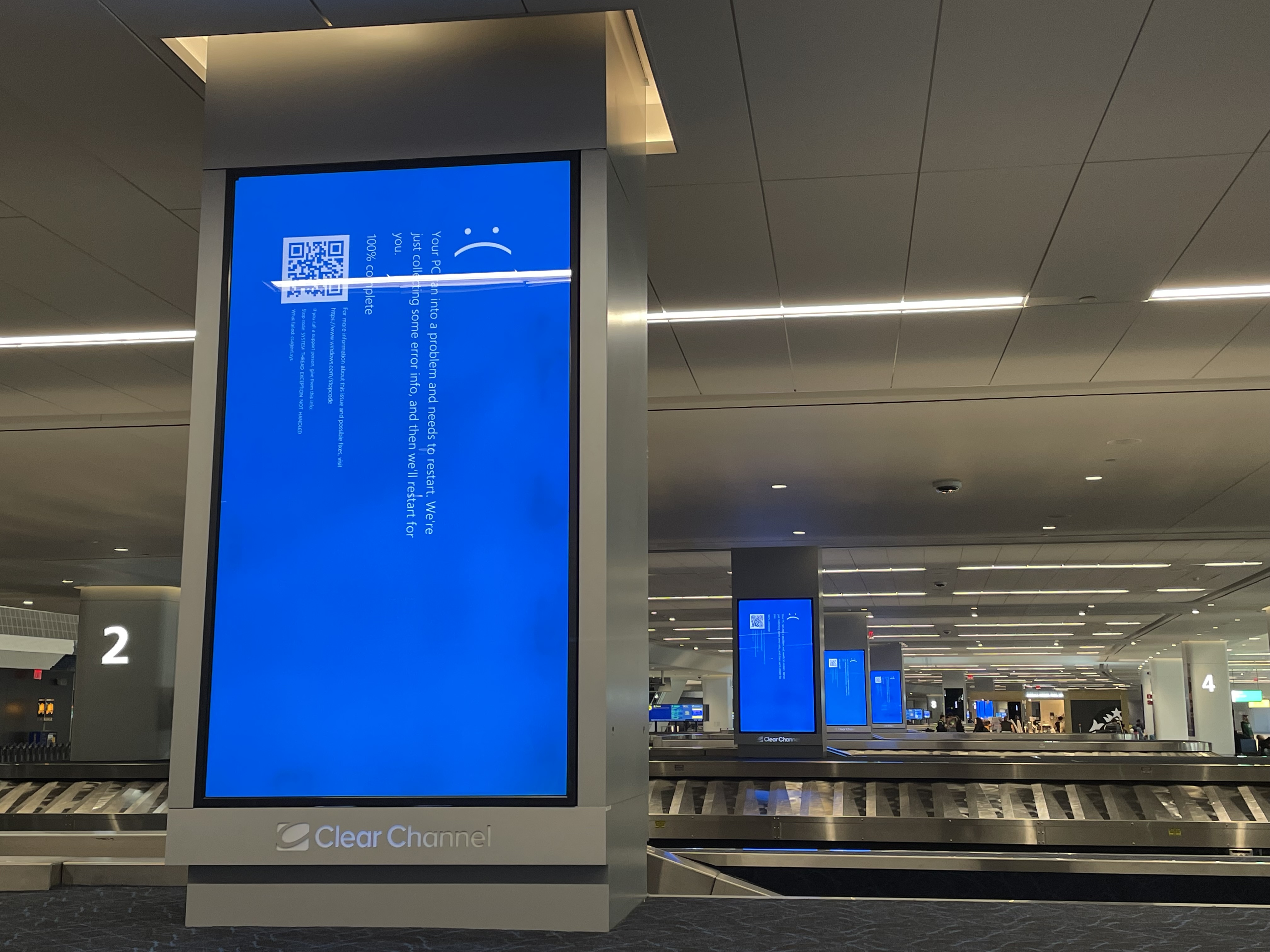
Pandemia di blue screen error all'Aeroporto LaGuardia, New York

Il 19 luglio 2024, un aggiornamento software difettoso allo scanner di vulnerabilità CrowdStrike Falcon Sensor ha causato la comparsa della Schermata blu di errore su macchine Microsoft Windows, interrompendo il funzionamento di milioni di computer Windows in tutto il mondo. Le macchine colpite sono state forzate in un bootloop, rendendole inutilizzabili. Il tempo di inattività ha causato un impatto globale diffuso, la messa a terra dei voli delle compagnie aeree commerciali, l'interruzione temporanea di Sky News e l'impatto dei call center di emergenza 911. Alla fine della giornata, il prezzo delle azioni di CrowdStrike era sceso a $ 304,96, in calo di $ 38,09 cioè dell'11,10%.